# Golma
Golma  (ucraniano: Гольма) es una localidad del Raión de Podilsk en el Óblast de Odesa de Ucrania. Según el censo de 2001, tiene una población de 1635 habitantes.